# Andorra-Grandvalira
.
O Andorra-Grandvalira (código UCI: ANG) foi uma equipa ciclista profissional andorrana, de categoria Continental, ainda que estabelecido em Catalunha (Espanha).

## História

### 2004-2008: Origens
A equipa surgiu pelo interesse de Melcior Mauri em criar uma equipa profissional catalã de ciclismo. Primeiro incorporando à secção de ciclismo do FC Barcelona em 2004 e quando este desapareceu em 2006 apanhando parte da sua estrutura para criar a sua própria equipa chamada ECP Continental Pro (anteriormente ECP Aluminis Sant Jordi) ainda que ambos foram equipas amadoras dada a impossibilidade de encontrar financiamento para criar a equipa profissional.
No entanto, em 2005, criou-se a equipa Cataluña-Ángel Mir, que se conseguiu financiamento por parte a Generalidade da Catalunha para ser profissional ainda que sem vinculação à estrutura de Mauri. Essa equipa durou dois anos.

### 2009: Equipa profissional
Graças ao patrocínio do Principado da Andorra surgiu a equipa profissional mas com licença daquele país com os benefícios económicos (já que nas equipas de categoria Continental é o país onde está registado o que impõe os requisitos económico e Andorra foi muito flexível nesse aspecto) mas ao mesmo tempo com os problemas de regulamento UCI que isso acarretou: tendo que contratar a uma maioria de andorranos, mas que em realidade não disputaram nenhuma carreira, numa equipa com limite de 16 ciclistas (mais outros 4 que podiam contratar com uns requisitos especiais). De facto oficialmente o modelo esteve composto de 19 corredores com 9 andorranos mas no site da equipa "sozinha" apareceram 13 corredores nos que tiraram aos andorranos e introduziram a Egoitz García, Arnau Méndez e Francisco José Carrasco que em nenhum momento chegaram a debutar com a equipa nem a ter ficha com este. Também não fizeram contrato a David de la Cruz apesar de que em princípio se estava anunciado. Todo isso devido a dita limitação à hora de ter que inscrever corredores. O excesso de 16 completaram-no com o requisito especial de ser corredores enquadrados entre os 150 melhores de outras disciplinas que foram: Carlos Torrent e posteriormente Sergi Escobar e Dmitri Puzanov (este último tendo que ser estrangeiro para que os espanhóis não superassem aos andorranos).
No aspecto meramente desportivo a equipa conseguiu duas vitórias, a de maior relevância foi a conseguida por parte de Jaume Rovira na Clássica de Ordizia e a outra foi de Sergi Escobar na quarta etapa da Volta Ciclista a Chiapas (onde Sergi também conseguiu um segundo posto) está última oficialmente na seguinte temporada mas que a equipa disputou ao ter licença para todo o ano. Outros resultados destacados foram os cinco terceiros postos conseguidos em etapas de categoria 2.2 (última categoria do profissionalismo) na França, Espanha e Portugal.

### Desaparecimento
A equipa não continuou na temporada seguinte devido à falta de apoios económicos.

## Material ciclista
A equipa utilizou bicicletas Massi.

## Sede
A equipa teve sua sede em Sitges (Espanha): Avinguda Cami Pla, 6 1a planta local 14 08870.

## Classificações UCI
A partir de 2005 a UCI instaurou os Circuitos Continentais da UCI, onde a equipa esteve durante seu ano em activo em 2009, registado dentro do UCI Europe Tour. Estando somente nas classificações do UCI Europe Tour Ranking dado que durante o decorrer da sua temporada em activo só disputaram carreiras em dito continente (também disputaram a Volta a Chiapas do UCI América Tour Ranking mas dentro a temporada de 2009-2010 que ao não ter a equipa licencia para o 2010 não entrou nesse ranking). As classificações da equipa e do seu ciclista mais destacado são as seguintes:
| Temporada               | Classificação por equipas | Melhor corredor na classificação individual | Posição |
| 2008-2009 (Europe Tour) | 68.º                      | Jaume Rovira                                | 132.º   |

## Palmarés

### Palmarés 2009

#### Circuitos Continentais da UCI
| Datas          | Circuito                      | Carreiras           | Ganhador                              |
| 25 de julho    | UCI Europe Tour de 2008-2009  | Clássica de Ordizia |                                       |
| 26 de novembro | UCI America Tour de 2009-2010 | Sergi Escobar       | 4.ª etapa da Volta Ciclista a Chiapas |

## Elenco

### Elenco de 2009
| Nome                          | Nascimento | Nacionalidade | Equipa de 2008                                |
| Luis Felipe Alves de Oliveira | 01/05/1982 | Andorra       | Neoprofissional                               |
| Aitor Aznar                   | 23/04/1986 | Espanha       | Neo (ECP Aluminis Sant Jordi)                 |
| Sergio Brito Da Costa         | 25/11/1983 | Andorra       | Neoprofissional                               |
| Dimitri Chuzhda               | 24/08/1987 | Ucrânia       | Neo (Cosaor)                                  |
| Moloud El Allaoui Arabi       | 28/02/1977 | Andorra       | Neoprofissional                               |
| Sergi Escobar                 | 22/09/1974 | Espanha       | Grupo Nicolás Mateos (em 2007)                |
| Raúl García de Mateos         | 05/07/1982 | Espanha       | Relax-GAM (em 2007)                           |
| Vicente García de Mateos      | 19/09/1988 | Espanha       | Neo (ECP Aluminis Sant Jordi)                 |
| Xavier López Calero           | 16/06/1981 | Andorra       | Neoprofissional                               |
| Helder López Ribeiro          | 11/12/1986 | Andorra       | Neoprofissional                               |
| Julio Moa Sánchez             | 04/04/1986 | Andorra       | Neoprofissional                               |
| Indaleci Pérez Tapies         | 27/01/1990 | Andorra       | Neoprofissional                               |
| Eduard Prades Reverter        | 09/08/1987 | Espanha       | Neo (ECP Aluminis Sant Jordi)                 |
| Aitor Punzano Martínez        | 03/12/1987 | Andorra       | Neoprofissional                               |
| Dmitri Puzanov                | 23/10/1982 | Rússia        | Neoprofissional (Katyusha CT até 30 de junho) |
| José Luis Ramos Gutiérrez     | 11/03/1983 | Andorra       | Neoprofissional                               |
| Jaume Rovira                  | 03/11/1979 | Espanha       | Extremadura-Ciclismo Solidario                |
| Carlos Torrent                | 29/08/1974 | Espanha       | Extremadura-Ciclismo Solidario                |
| Ángel Vallejo Domínguez       | 01/04/1981 | Espanha       | Centro Ciclismo de Loulé                      |

1. 1 2 3 4 5 6 7 8 9  Os corredores andorranos só pertenceram à equipa para cobrir a "cota" de ciclistas desse país já que em realidade não correram nenhuma carreira com a equipa, nem sequer apareceram no site da equipa nem nas fotos do modelo
2. 1 2  Desde 9 de junho
3. ↑  Desde 1 de julho